# Карацуба Анатолій Олексійович
Анатолій Олексійович Карацу́ба (31 січня 1937, Грозний — 28 вересня 2008, Москва) — радянський і російський математик. Творець першого швидкого методу в історії математики — методу множення великих чисел (множення Карацуби).

## Навчання і робота

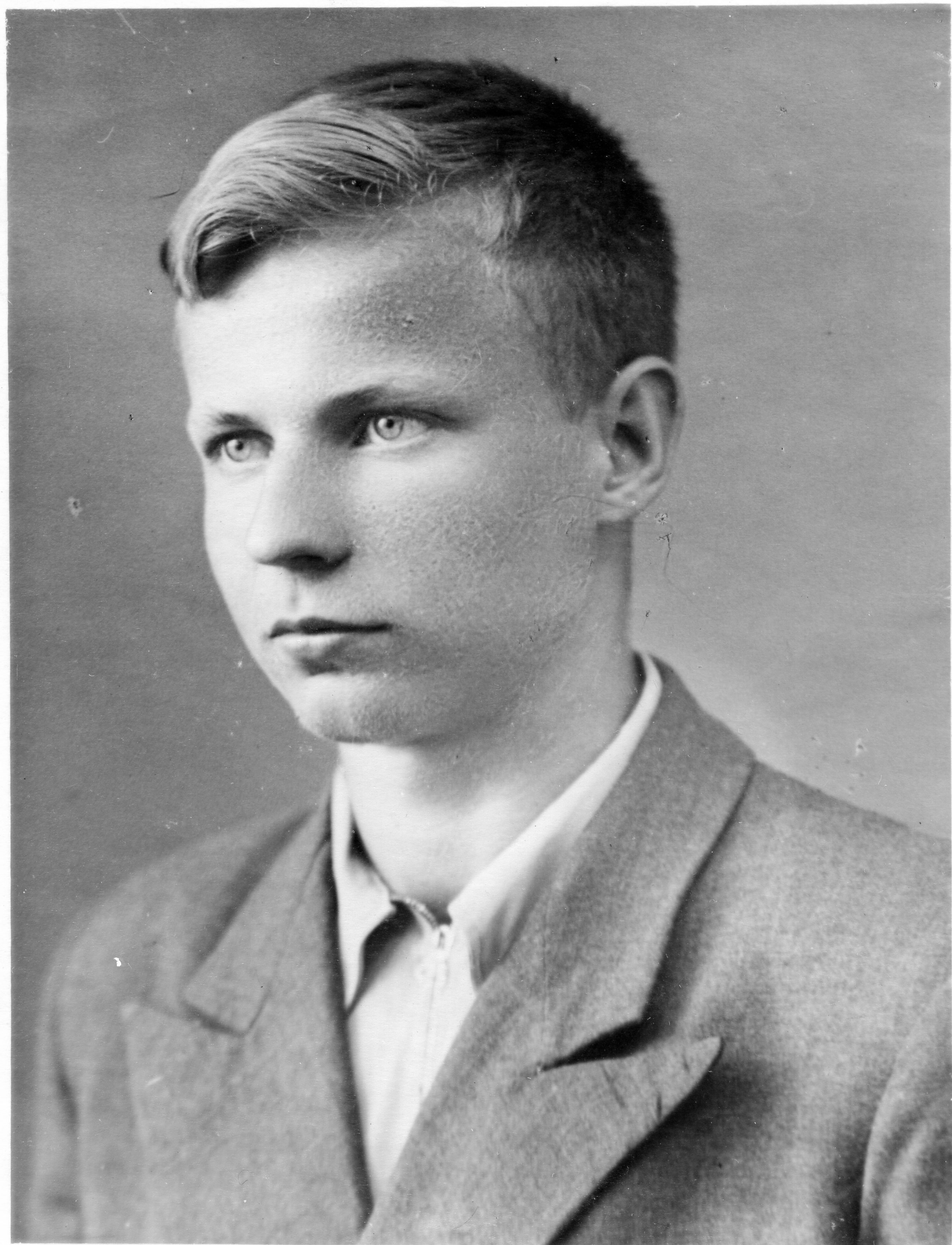
А. А. Карацуба — випускник середньої школи

Анатолій Карацуба навчався в 1944—1954 роках у середній чоловічій школі № 6 міста Грозного і закінчив її зі срібною медаллю. Вже в ранні роки він виявив виняткові здібності до математики, розв'язуючи в молодших класах завдання, які давали в математичному гуртку старшокласникам.
1959 року закінчив механіко-математичний факультет МДУ ім. Ломоносова. 1962 року він став кандидатом фізико-математичних наук з дисертацією «Раціональні тригонометричні суми спеціального вигляду та їх застосування» (науковий керівник — Н. М. Коробов), і почав працювати на факультеті в МДУ. 1966 року він захистив докторську дисертацію «Метод тригонометричних сум і теореми про середнє» і став науковим співробітником Математичного інституту АН СССР.
Від 1983 року був провідним фахівцем у галузі теорії чисел в СРСР і Росії, і завідувачем відділу теорії чисел в МІАН, професором кафедри теорії чисел МДУ від 1970 року і професором кафедри математичного аналізу МДУ (створена 1962 року) від 1980 року. Його дослідницькі інтереси включали тригонометричні суми і тригонометричні інтеграли, дзета-функцію Рімана, характери Діріхле, скінченні автомати, ефективні алгоритми.
Карацуба був науковим керівником 15 аспірантів, які отримали ступінь кандидата наук; семеро з них стали згодом докторами наук.

## Премії і звання
- 1981: Премія імені П. Л. Чебишова АН СРСР[ru]
- 1999: Заслужений діяч науки РФ
- 2001: Премія імені І. М. Виноградова[ru] РАН

## Ранні праці з інформатики
Студентом МДУ ім. Ломоносова, А. О. Карацуба брав участь у роботі семінару А. М. Колмогорова і розв'язав дві поставлені Колмогоровим задачі, що дало імпульс розвитку теорії автоматів і поклало початок новому напрямку в математиці — теорії швидких алгоритмів.

### Автомати
У статті Едварда Мура «Умоглядні експерименти на послідовних машинах» {\displaystyle (n;m;p)}-автомат (або машина) {\displaystyle S} визначається як пристрій, що має {\displaystyle n} станів, {\displaystyle m} вхідних символів і {\displaystyle p} вихідних символів. Доводиться дев'ять теорем про структуру {\displaystyle S} та експерименти з {\displaystyle S}. Пізніше такі {\displaystyle S}-машини почали називати автоматами Мура. Наприкінці статті, у главі «Нові проблеми» Мур формулює задачу про поліпшення оцінок отриманих ним у теоремах 8 і 9:
Теорема 8 (Мур). Нехай задано довільну {\displaystyle (n;m;p)}-машину {\displaystyle S}, таку, що кожні два її стани відрізняються один від іншого, тоді існує експеримент довжини {\displaystyle n(n-1)/2}, який встановлює (знаходить) стан {\displaystyle S} в кінці цього експерименту.
1957 року Карацуба довів дві теореми, які повністю вирішили проблему Мура з поліпшення оцінки довжини експерименту в його Теоремі 8.
Теорема A (Карацуба). Якщо {\displaystyle S} — {\displaystyle (n;m;p)}-машина така, що кожні два два її стани відрізняються один від дного, то існує експеримент довжини не більше, ніж {\displaystyle (n-1)(n-2)/2+1}, за допомогою якого можна встановити (знайти) стан {\displaystyle S} в кінці експерименту.
Теорема B (Карацуба). Існує {\displaystyle (n;m;p)}-машина, кожні два стани якої взаєморізні, така, що довжина найкоротшого експерименту, що встановлює стан машини в кінці експерименту, дорівнює {\displaystyle (n-1)(n-2)/2+1}.

## Швидкі алгоритми
Швидкі алгоритми — галузь обчислювальної математики, яка вивчає алгоритми обчислення заданої функції з заданою точністю з застосуванням якомога меншої кількості бітових операцій. Вважається, що числа записано в двійковій системі числення, знаки якої 0 і 1 називають бітами. Одна бітова операція визначається як запис знаків 0, 1, плюс, мінус, дужка; додавання, віднімання і множення двох бітів. Перші постановки задач про бітову складність обчислення належать А. М. Колмогорову. Складність алгоритму множення {\displaystyle n} визначається як кількість бітових операцій, достатня для обчислення добутку двох n-значних чисел за допомогою такого алгоритму.
Перемножуючи два n-значних числа звичайним шкільним способом «у стовпчик», ми маємо оцінку зверху {\displaystyle M(n)=O(n^{2})}. 1956 року А. М. Колмогоров висловив гіпотезу, що нижня оцінка {\displaystyle M(n)} будь-якого методу множення є також величина порядку {\displaystyle n^{2}}, тобто не можна обчислити добуток двох n-значних чисел швидше, ніж за {\displaystyle n^{2}} операцій (так звана «гіпотеза {\displaystyle n^{2}}»). На правдоподібність гіпотези {\displaystyle n^{2}} вказував той факт, що за весь час існування математики до того моменту люди виконували множення зі складністю порядку {\displaystyle O(n^{2})}, і, якби був швидший метод множення, то його, імовірно, вже було б знайдено.
1960 року на механіко-математичному факультеті МДУ почав працювати під керівництвом А. М. Колмогорова семінар з математичних питань кібернетики, де було сформульовано «гіпотезу {\displaystyle n^{2}}» і поставлено кілька задач про оцінку складності інших подібних обчислень. Анатолій Карацуба, сподіваючись отримати нижню оцінку величини {\displaystyle M(n)}, знайшов новий метод множення двох n-значних чисел, відомий тепер як множення Карацуби, з оцінкою складності
{\displaystyle M(n)=O(n^{\log _{2}3})=O(n^{1,58496\ldots }),}
Таким чином він спростував гіпотезу {\displaystyle n^{2}}, про що повідомив Колмогорову після чергового засідання семінару. На наступному засіданні семінару цей метод розказав сам Колмогоров, і семінар припинив свою роботу. Першу статтю з описом множення Карацуби підготував Колмогоров, подавши в ній два різних, не пов'язаних між собою результати двох своїх учнів.
Хоча в статті Колмогоров чітко зазначив, що одна теорема (не пов'язана зі швидким множенням) належить Ю. Офману, а інша теорема (з першим в історії швидким множенням) належить А. Карацубі, однак, ця публікація двох авторів надовго збила з пантелику читачів, які вважали, що обидва автори відкрили метод швидкого множення разом, і навіть називали цей метод іменами обох дослідників. Метод Карацуби згодом узагальнено за допомогою парадигми «розділяй та володарюй», іншими важливими прикладами якої є метод двійкового розбиття, двійковий пошук, метод бісекції та інші.
Згодом на основі цієї ідеї А. Карацуби побудовано багато швидких алгоритмів, найвідомішими з яких є його безпосередні узагальнення, такі як метод множення Шьонгаґе — Штрассена, метод матричного множення Штрассена, метод швидкого перетворення Фур'є. Французький математик і філософ Жан-Поль Делає назвав метод множення Карацуби «одним з найкорисніших результатів математики». Алгоритм Анатолія Карацуби впроваджено практично в усіх сучасних комп'ютерах не лише на програмному, а й на апаратному рівні[джерело?].

## Основні дослідження
У своїй статті «Про математичні роботи професора Карацуби», присвяченій 60-річному ювілею А. О. Карацуби, його учні Г. І. Архипов і В. М. Чубариков так описують особливості наукових робіт А. О. Карацуби : 
«При викладі праць чудових учених природно виділити якісь характерні і яскраві риси їхньої творчості. Такими визначальними рисами в науковій діяльності професора Карацуби є комбінаторна винахідливість, ґрунтовність і певна завершеність результатів.»
Основні дослідження А. О. Карацуби опубліковані більш ніж у 160 наукових статтях і монографіях.

## Тригонометричні суми та тригонометричні інтеграли

### p-адичний метод
А. О. Карацуба побудував новий {\displaystyle p}-адичний метод у теорії тригонометричних сум. Отримані ним оцінки привели до нових меж нулів {\displaystyle L}-рядів Діріхле за модулем, рівним степеню простого числа, до виведення асимптотичної формули для числа варінговського порівняння вигляду
{\displaystyle x_{1}^{n}+\dots +x_{t}^{n}\equiv N{\pmod {p^{k}}},\quad 1\leq x_{s}\leq P,\quad 1\leq s\leq n,\quad P<p^{k},}
вирішення проблеми розподілу дробових часток многочлена з цілими коефіцієнтами за модулем {\displaystyle p^{k}}. А. О. Карацуба перший реалізує в {\displaystyle p}-адичній формі «принцип вкладення» Ейлера — Виноградова і будує {\displaystyle p}-адичний аналог {\displaystyle u}-чисел Виноградова при оцінці числа розв'язків порівняння варінговського типу.
Нехай
{\displaystyle x_{1}^{n}+\dots +x_{t}^{n}\equiv N{\pmod {Q}},\quad 1\leq x_{s}\leq P,\quad 1\leq s\leq t,\quad (1)}
причому
{\displaystyle P^{r}\leq Q<P^{r+1},\quad 1\leq r\leq {\frac {1}{12}}{\sqrt {n}},\quad Q=p^{k},\quad k\geq 4(r+1)n,}
де {\displaystyle p} — просте число. А. О. Карацуба довів, що в цьому випадку для будь-якого натурального числа {\displaystyle n\geq 144} існує {\displaystyle p_{0}=p_{0}(n)} таке, що для будь-якого {\displaystyle p_{0}>p_{0}(n)} будь-яке натуральне число {\displaystyle N} подаване у вигляді (1) при {\displaystyle t\geq 20r+1}, а при {\displaystyle t<r} існують {\displaystyle N} такі, що порівняння (1) нерозв'язне.
Цей новий підхід, знайдений А. О. Карацубою, привів до нового {\displaystyle p}-адичного доведення теореми про середнє І. М. Виноградова, яка грає центральну роль у методі тригонометричних сум Виноградова.
Ще одним елементом {\displaystyle p}-адичного методу А. О. Карацуби є перехід від неповних систем рівнянь до повних за рахунок локальної {\displaystyle p}-адичної зміни невідомих.
Нехай {\displaystyle r} — довільне натуральне число, {\displaystyle 1\leq r\leq n}, і ціле число {\displaystyle t} визначається нерівностями {\displaystyle m_{t}\leq r\leq m_{t+1}}. Розглянемо систему рівнянь
{\displaystyle {\begin{cases}x_{1}^{m_{1}}+\dots +x_{k}^{m_{1}}=y_{1}^{m_{1}}+\dots +y_{k}^{m_{1}},\\\qquad \qquad \qquad \qquad \vdots \\x_{1}^{m_{s}}+\dots +x_{k}^{m_{s}}=y_{1}^{m_{s}}+\dots +y_{k}^{m_{s}},\\x_{1}^{n}+\dots +x_{k}^{n}=y_{1}^{n}+\dots +y_{k}^{n}.\end{cases}}}
{\displaystyle 1\leq x_{1},\dots ,x_{k},y_{1},\dots ,y_{k}\leq P,\quad 1\leq m_{1}<m_{2}<\dots <m_{s}<m_{s+1}=n.}
А. О. Карацуба довів, що для числа розв'язків {\displaystyle I_{k}} цієї системи рівнянь при {\displaystyle k\geq 6rn\log n} справедлива оцінка
{\displaystyle I_{k}\ll P^{2k-\delta },\quad \delta =m_{1}+\dots +m_{t}+(s-t+1)r.}
Для неповних систем рівнянь, у яких змінні пробігають числа з малими простими дільниками, А. О. Карацуба застосував мультиплікативний зсув змінних. Це призвело до якісно нової оцінки тригонометричних сум і нової теореми про середнє для таких систем рівнянь.